# Maneater (singel Nelly Furtado)
Maneater – piosenka, wydana na singlu, autorstwa Nelly Furtado, Timbalanda, Jima Beanza i Nate Hillsa, pochodząca z trzeciego studyjnego albumu Furtado, Loose.
W Europie, Azji i Afryce został wydany jako pierwszy singel z tego albumu. Teledysk został nakręcony przez Anthony'ego Mandlera w Firestone Boulevard w Kalifornii.

## Lista utworów

### Wydanie międzynarodowe
1. "Maneater" (radio version)
2. "Undercover"
3. "Maneater" (Waata House mix)
4. "Maneater" (CD-ROM music video)

### Wydanie australijskie
1. "Maneater" (radio edit)
2. "Crazy" (Radio 1 Live Lounge session)
3. "Maneater" (JoSH Desi remix)
4. "Maneater" (CD-ROM music video)

### Wydanie holenderskie
1. "Maneater" (radio edit)
2. "Undercover"

### Wydanie winylowe
1. "Maneater" (radio edit)
2. "Maneater" feat.Alozade (Waata House mix)
3. "Maneater" (Accapella)
4. "Maneater" (Instrumental)

### Remiksy utworu
- Maneater (Waata House Mix) (4:48)
- Maneater (Peter Rauhofer Reconstruction Mix Part 1) (10:01)
- Maneater (Peter Rauhofer Reconstruction Mix Part 2) (8:44)
- Maneater (Peter Rauhofer Reconstruction Edit Part 1) (3:53)
- Maneater (Peter Rauhofer Reconstruction Edit Part 2) (4:21)
- Maneater (Richard Vission Mix) (6:39)
- Maneater (Richard Vission Dub) (6:22)
- Maneater (Richard Vission Edit) (3:54)
- Maneater (David Garcia & Morgan Page Remix) (7:08)
- Maneater (David Garcia & Morgan Page Vocal Dub) (7:38)
- Maneater (David Garcia & Morgan Page Instrumental Dub) (7:39)
- Maneater (The Discount Rhino's vs. Gorgeous George Remix) (8:37)
- Maneater (SugarDip Club Mix) (7:13)
- Maneater (SugarDip Say Something Mix) (5:03)
- Maneater (Axwell Mix) (3:45)
- Maneater (DJ Cruze Funkfinders Remix) (8:15)
- Maneater (DJ Anthony Lago's Work Hard Mix) (5:17)
- Maneater (Bert's 12" Maneater With Extra Beats Intro) (9:10)
- Maneater (Delos Dance Mix) (4:25)
- Maneater (Alkay Remix) (3:14)
- Maneater (DJ Gizmo Extended Mix) (5:18)
- Maneater (DJ Laszlo's Radio Edit) (4:45)
- Maneater (Edson Pride Particular Mix) (8:50)
- Maneater (Glam As You Mix By Guena LG) (7:18)
- Maneater (J.Os Radio Mix) (4:04)
- Maneater (Jamie J. Sanchez Private Mix) (7:54)
- Maneater (Raphael Ultimate Club Mix) (10:03)
- Maneater (Soul Conga Mix) (2:39)
- Maneater (Tyler Nelson Glutton Mix) (2:16)
- Maneater (White Label Mix) (6:36)
- Maneater (Mark Hidden Remix) (5:00)
- Maneater (Bird Peterson Remix) (4:48)
- Maneater (DJ A2B Funky Mix 2006) (4:49)
- Maneater (Nudisco Mix) (6:28)
- Maneater (Nudisco Dub) (6:27)
- Maneater (Pugh Mixshow Edit) (5:53)
- Maneater (Pugh Radio Edit) (3:13)
- Maneater (Sam998899's Club Mix) (9:30)
- Maneater (Sam998899's Radio Mix) (3:50)
- Maneater (OrangeFuzzz Hungry Club Mix) (7:26)
- Maneater (OrangeFuzzz Buffet Radio Mix) (4:33)
- Maneater (Bryan Reyes Peakhour Boxx-A-Pella Mix) (7:45)
- Maneater (Bryan Reyes Peakhour Boxx-A-Pella Edit) (4:25)
- Maneater (Jared Jones Vibelicious Fruit Loops Club Mix) (7:28)
- Maneater (Jared Jones Vibelicious Fruit Loops Radio Mix) (4:04)
- Maneater (Remix) (feat. Lil Wayne) (4:38)